# Collegio uninominale Campania - 04 (2020)
Il collegio elettorale uninominale Campania - 04 è un collegio elettorale uninominale della Repubblica Italiana per l'elezione del Senato della Repubblica.

## Territorio
Come previsto dalla legge n. 51 del 27 maggio 2019, il collegio è stato definito tramite decreto legislativo all'interno della circoscrizione Campania.
È formato dal territorio del comune di Napoli.
Il collegio è parte del Collegio plurinominale Campania - 01.

## Eletti
| Elezione | Elezione | Senatore      | Partito            |
| -------- | -------- | ------------- | ------------------ |
|          | 2022     | Ada Lopreiato | Movimento 5 Stelle |

## Dati elettorali

### XIX legislatura
Come previsto dalla legge elettorale, 74 senatori sono eletti con sistema a maggioranza relativa in altrettanti collegi uninominali a turno unico.
| Candidati                                 | Candidati               | Voti    | %     | Liste                          | Voti    | %     |
| ----------------------------------------- | ----------------------- | ------- | ----- | ------------------------------ | ------- | ----- |
|                                           | Ada Lopreiato ✔️ Eletto | 145 740 | 41,47 | Movimento 5 Stelle             | 145 740 | 41,47 |
|                                           | Valeria Valente         | 89 090  | 25,35 | Partito Democratico-IDP        | 60 174  | 17,12 |
| Alleanza Verdi e Sinistra                 | Valeria Valente         | 89 090  | 25,35 | 13 499                         | 3,84    |       |
| +Europa                                   | Valeria Valente         | 89 090  | 25,35 | 8 618                          | 2,45    |       |
| Impegno Civico - Centro Democratico       | Valeria Valente         | 89 090  | 25,35 | 6 799                          | 1,93    |       |
|                                           | Stefano Caldoro         | 78 174  | 22,25 | Fratelli d'Italia              | 43 601  | 12,41 |
| Forza Italia                              | Stefano Caldoro         | 78 174  | 22,25 | 25 996                         | 7,40    |       |
| Lega                                      | Stefano Caldoro         | 78 174  | 22,25 | 7 200                          | 2,05    |       |
| Noi moderati/Lupi - Toti - Brugnaro - UDC | Stefano Caldoro         | 78 174  | 22,25 | 1 377                          | 0,39    |       |
|                                           | Giuseppe Russo          | 20 358  | 5,79  | Azione - Italia Viva - Calenda | 20 358  | 5,79  |
|                                           | Elena Coccia            | 11 831  | 3,37  | Unione Popolare                | 11 831  | 3,37  |
|                                           | Angela Nittolo          | 5 329   | 1,52  | Italexit                       | 5 329   | 1,52  |
|                                           | Maria Grazia Cammarota  | 890     | 0,25  | Noi di Centro – Europeisti     | 890     | 0,25  |
| Totale                                    | Totale                  | 351 412 | 100   |                                | 351 412 | 100   |
|                                           |                         |         |       |                                |         |       |
| Voti non validi                           | Voti non validi         | 10 301  | 2,85  |                                |         |       |
| Votanti                                   | Votanti                 | 361 713 | 49,68 |                                |         |       |
| Elettori                                  | Elettori                | 728 134 |       |                                |         |       |